# Конькова, Анна Митрофановна
Анна Митрофановна Конькова (также Картина, 28 июля 1916, дер. Евра Пелымской волости Тобольской губернии — 3 декабря 1999, Ханты-Мансийск) — писательница, фольклорист, мансийская сказительница, почётный гражданин Ханты-Мансийска и Ханты-Мансийского автономного округа. Заслуженный деятель культуры Ханты-Мансийского автономного округа. Известна как сказительница «бабушка Аннэ».

## Биография
Анна Конькова родилась 28 июля 1916 года в деревне Евра Пелымской волости Тобольской губернии в семье охотника и рыбака манси. В детстве на неё большое впечатление произвели волшебные истории её народа: «Сказки, которые я рассказываю, родовые наши сказания сохранила память моей бабушки. Матерью Матерей звали в стойбище бабушку Околь, а это очень высокое звание мансийской женщины». Званием Матери Матерей была награждена и мать Анны Митрофановны, а затем и она сама ещё в девичестве — за раннюю мудрость, хорошую память, умение промышлять рыбу, зверя.
Анна получила начальное образование в национальной школе, а затем поступила и досрочно окончила Остяко-Вогульское педагогическое училище. В 1937 г. она была направлена учительницей в Берёзовский район. Работала в национальных школах, затем в кочевой школе на озере Пыжьян Самаровского района.
В 1946 г. Анна Митрофановна с детьми переехала в Ханты-Мансийск. Работала в детских садах, школах города. Имеет свыше 30 лет педагогического стажа.
После ухода на пенсию в 1967 г. она обратилась к литературе. С 1976 г. её сказки стали печататься в окружной газете «Ленинская правда». Первые опубликованные тексты Коньковой — быль-рассказ «Васька» (1976 г.) и сказка «Колыбельные вечерины» (1976 г.).
В 1981 г. сказки Коньковой были опубликованы в сборнике «Огонь-камень» Уральского книжного издательства.
В 1982 г. вышел написанный ею в соавторстве с тюменским прозаиком Г. Сазоновым роман «И лун медлительных поток», первый в мансийской литературе. Затем этот роман дважды переиздавался (Свердловск,1990; Москва,1994).
В 1985 г. книга «Сказки бабушки Аннэ» вышла отдельным изданием. Этот сборник был переиздан в Австрии в 1993 г.
В 1989 году Конькову приняли в Союз писателей СССР. Её произведения начали переводить на иностранные языки — английский, венгерский, польский, чешский. На сегодня опубликовано более 20 отдельных произведений и сборников А. М. Коньковой. Её последнее произведение — «Свидание с детством» (1996 г.). Конькова была одной из последних носительниц кондинского диалекта мансийского языка.
Анна Митрофановна скончалась 3 декабря 1999 года в Ханты-Мансийске и похоронена там же.

## Значение
Исследователь фольклора манси И. Авдеев указывал, что «певцы и сказители у манси – не профессионалы. Однако, исполнение фольклорных произведений требует большого мастерства». А. М. Конькова называли сказительницей большого дарования,  трансформировавшей услышанное в детстве в оригинальные произведения. Их можно считать своеобразной «мансийской энциклопедией».

## Награды
8 июня 1988 года Ханты-Мансийский городской Совет народных депутатов на своей VI сессии XX созыва присвоил Коньковой звание «Почётный гражданин города». 
Награждена орденом Почета (1996).
В 2000 г. посмертно ей присвоено звание «Почётный гражданин Ханты-Мансийского автономного округа».
Ее именем названа улица в г. Ханты-Мансийске, на доме № 46 по ул. Пионерской установлена мемориальная доска.

## Семья
Муж — Иван Прохорович Косполов (1915—1944), уроженец с. Болчары Берёзовского уезда Тобольской губернии, также закончил Остяко-Вогульское национальное педагогическое училище, работал в национальных школах. 11 мая 1942 г. был призван в РККА. 17 февраля 1944 г. командир взвода 1252-го стрелкового полка 376-й стрелковой дивизии лейтенант Косполов скончался от ран в госпитале. Награждён медалью «За оборону Ленинграда».
Сын — Эмиль Иванович Косполов, музыкальный педагог.
Дочь — Эльвира Ивановна Косполова, учитель культурологии.